# 돌비 트루HD

돌비 트루HD 로고

돌비 트루HD(Dolby TrueHD 돌비 트루에이치디[*], 줄임말로 트루HD)는 돌비 연구소가 개발한 오디오 코덱이다. 무손실 압축 코덱이자, 다채널 오디오 코덱이다. HD-DVD, BD 등의 고선명 홈 엔터테인먼트 장비에 쓰일 목적으로 개발되었다. 돌비 트루HD는 디지털 시어터 시스템(Digital Theater System)이 개발한 무손실 오디오 압축 코덱인 DTS-HD 마스터 오디오와는 경쟁 관계에 있다.
돌비 트루HD는 오디오 샘플을 압축하는 데 있어서, 영국 메리디안 사의 메리디안 무손실 패킹(Meridian Lossless Packing, MLP) 기법을 그 수학적 근간으로 삼고 있다. MLP는 기존의 DVD-오디오 포맷에 사용되었다. 하지만 돌비 트루HD와 DVD-오디오와는 꽤 근본적인 차이가 있다. 돌비 트루HD 비트스트림에는 최대 14개의 개별적인 소리 채널이 들어갈 수 있다. 샘플 심도(sample-depth)는 한 샘플에 최대 24 비트이다. 오디오 샘플 레이트는 최대 192 kHz이다. 기존의 돌비 디지털 코덱과 마찬가지로, 돌비 트루HD 비트스트림에는 프로그램 메타데이터가 들어가 있다. 메타데이터는 코딩 포맷 및 압축된 오디오 샘플과는 별개이다. 하지만 오디오 웨이브폼과 관련된 정보를 싣고 있다. 예를 들면, 다이얼로그(dialog)의 오디오 노멀라이제이션 및 다이내믹 레인지 압축 같은 것은 돌비 트루HD 비트스트림에 함께 들어간 메타데이터에 의해 제어 받는다.

## 돌비 트루HD와 HD 광 디스크
HD-DVD 포맷에서는 돌비 트루HD는 필수 코덱이다. 모든 HD-DVD 플레이어는 필수적으로 돌비 트루HD 비트스트림으로부터 2 채널 (스테레오) 웨이브폼을 디코딩할 수 있어야 한다. 현재 대부분의 HD-DVD 플레이어는 5.1 채널 디코딩을 지원하지만 말이다.
HD-DVD의 경우에는 영화의 기본(primary) 오디오 트랙이 돌비 트루HD로 인코딩되어 있고, 다른 코덱으로 인코딩된 오디오 트랙이 전혀 존재하지 않는 경우가 있을 수 있다. 블루레이 디스크(BD)에서는 돌비 트루HD는 선택사양이다. BD의 경우에는 돌비 디지털, DTS, PCM 등으로 인코딩된 오디오 트랙이 이미 돌비 트루HD와 함께 들어있을 수 있다. 블루레이 디스크에는 돌비 디지털 오디오트랙이 기본이므로, 돌비 트루HD가 지원되지 않는 블루레이 디스크 플레이어일지라도 소리는 재생할 수 있다.
HD-DVD 및 BD의 경우 모두, 돌비 트루HD의 사양은 같다: 프로그램 하나는 최대 8개의 개별적인 오디오 채널을 담을 수 있다. 샘플 뎁스 및 레이트는 각각 24 비트/96 kHz일 수 있다. (블루레이 디스크 포맷 규격에서는 최대 6개 채널에 192 kHz까지라고 명시되어 있다.) 최대 디스크 인코딩 비트레이트는 초당 18 Mbit이다. 비록 현재까지의 영화 배포판은 초당 5 Mbit에 머무르고 있지만 말이다. 모든 돌비 트루HD 플레이어는 돌비 트루HD 오디오트랙을 디코딩하여 플레이어 출력에 맞는 임의의 개수의 오디오 채널로 만들 수 있다. 예를 들면, 모든 트루HD-지원 플레이어는 6 채널 소스 오디오 트랙으로부터 2 채널 (스테레오 호환) 다운믹스 오디오를 생성해낼 수 있다.

## 돌비 트루HD 연결하기
돌비 트루HD 소스를 돌비 트루HD 리시버로 연결하는 데에는 인코딩된 비트스트림(초당 최대 18 Mbit) 혹은 압축 풀린 선형(linear) PCM 오디오(>35 Mbit/초)를 전달할 수 있는 디지털 연결이 필요하다. HDMI 1.1 (버전 및 그 이상)은 다채널 PCM 오디오를 전달할 수 있다. 따라서, 압축 풀린 돌비 트루HD 오디오트랙을 전달할 수 있다. HDMI 1.3 (버전 및 그 이상)은 돌비 트루HD 비트스트림을 원본 그대로 전달할 수 있다. TOSLINK 및 SPDIF는 돌비 트루HD를 전송할 수 없다. 규격 제한 때문에 그렇다.
HDMI가 장착된 플레이어는 내부적으로 돌비 트루HD를 LPCM으로 디코딩한다. 그 다음 LPCM을 HDMI 1.1 이상의 인터페이스를 통해 내보낸다. 모든 HD-DVD 플레이어는 현재 이러한 것을 지원한다. 만약, 플레이어가 내부적으로 돌비 트루HD를 디코딩할 수 없는 경우, 돌비 트루HD를 디코드할 수 있는 리시버 쪽으로, HDMI 1.3 인터페이스를 통해 비트스트림을 내보낼 수 있다; 이 기능은 현재 도시바 HD-A35 HD-DVD 플레이어 및 펌웨어 업그레이드된 삼성 BD-1400 BD 플레이어가 지원하고 있다. HD-DVD 플레이어들은 돌비 트루HD 비트스트림을 다른 기존의 포맷으로 변환하기도 한다. (돌비 디지털이나 DTS 같은 것들로) HDMI를 갖추지 못한 사람들을 위해, TOSLINK 케이블 같은 것을 통해 오디오를 내보내는 기능이다.

## 미디어
2006년 4월 18일, HD-DVD 형식으로 발매된,〈오페라의 유령〉이 돌비 트루HD 사운드트랙을 제공하는 최초의 영화였다.